# HEPnet
HEPnet ou High-Energy Physics Network (Rede de Física de Alta Energia) é uma rede de telecomunicações para pesquisadores de física de alta energia. Ela foi criada nos Estados Unidos, mas se espalhou pela maioria das localidades envolvidas nesse tipo de estudo. Locais conhecidos incluem o Argonne National Laboratory, o Brookhaven National Laboratory e o Laboratório Nacional de Lawrence Berkeley. DECnet era o protocolo utilizado por essa rede, majoritariamente utilizada por estudantes e pesquisadores.

Rede de computadores antecessoras à Internet existiam em grande número na comunidade acadêmica em meados da década de 1980 e eram desenvolvidas por diferentes grupos: JANET, no Reino Unido, e DFN, na Alemanha, entre outras. Os requerimentos de desempenho para uma rede de comunicação dedicada para trocas de informações entre cientistas que lidavam com física de altas energias exigia uma rede própria, o que levou à criação da HEPnet. Em 1989, a rede conectava aproximadamente 10 mil computadores pelo mundo, sendo 3 mil na Europa.

No Brasil, o acesso à HEPnet, FidoNet e à BITNET pela FAPESP foram avanços importantes para a comunidade acadêmica envolvida com pesquisas sobre redes de computadores, entre 1988 e 1989, antes dos primeiros acessos à Internet no país.

## Ligação externa
- Site do HEPnet